# Dischidia milnei
Dischidia milnei är en oleanderväxtart som beskrevs av William Botting Hemsley. Dischidia milnei ingår i släktet Dischidia och familjen oleanderväxter. Inga underarter finns listade i Catalogue of Life.